# Шаравин Гунгадорж
Шаравин Гунгадорж е монголски политик от Монголската народно революционна партия - МНРП.

## Биография
Роден е през 1937 г. в сомон Иххет, Източно-гобийски аймак. Завършва Селскостопанската академия „К. А. Тимирязев“ в Москва, специалност „Агрономство“. Работи като агроном през 1959 – 1966 г.
От 1967 до 1976 г. работи на различни длъжности – от инстуктор до завеждащ отдел „Селско стопанство“ в Селенгийския аймачен комитет на Монголската народно-революционна партия. През 1976 – 1980 г. е завежащ отдел „Селско стопанство“ в МНРП.
Народен представител в 10 и 11 велик народен хурал на МНР. Член на ЦК на МНРП през 1979 – 1990 г.
От 1980 до 1981 г. е заместник-министър на селското стопанство. През 1981 – 1986 г. е първи секретар на Селенгийския аймачен комитет на МНРП. От октомври 1986 до юни 1988 г. е министър на селското стопанство.
От октомври 1987 до 1990 г. е заместник-председател на Министерския съвет на Монголската народна република, като едновременно от юни 1988 до 1990 г. е и министър на селското стопанство и хранителната промишленост.
След масовата оставка на Политбюро и правителството (вкл. премиера Думаагийн Содном) заради масовите антиправителствени демонстрации е министър-председател (21 март – 11 септември 1990) до първите многопартийни избори през септември 1990 г.
През 1992 г. е назначен за посланик в КНДР, а после – в Казахстан. Става отново депутат през 2000 – 2004 г., заемайки също и длъжността председател на Постоянния комитет по околната среда и развитието на селските райони.
Гунгаадорж има научна степен доктор на селскостопанските науки и е член на Монголската академия на селскостопанските науки. Автор е редица публикации на руски и монголски език.